# Efim Geller
Pour les articles homonymes, voir Geller.
Efim Petrovitch Geller (en russe : Ефим Петрович Геллер), né le 8 mars 1925 à Odessa (en RSS d'Ukraine, en URSS) et décédé le 17 novembre 1998 à Moscou (Russie), est un joueur d'échecs soviétique puis russe. Deux fois champion d'Union soviétique, en 1955 et en 1979, il fut l'un des vingt meilleurs joueurs d'échecs du monde pendant trente ans, de 1949 à 1979. Il se qualifia six fois pour le cycle des candidats au championnat du monde, terminant troisième des tournois des candidats de 1956 et 1962, et demi-finaliste en 1965.
Face aux champions du monde, il avait un score positif contre Botvinnik, face à Smyslov, contre Petrossian (22,5-18,5), face à Fischer (6-4), un score égal (17-17) contre Tal et contre Euwe (1-1), et battit également six fois Spassky (17-21) et une fois Karpov (3,5-4,5).

## Biographie et carrière

### Années de formation (1924–1945)
Efim Geller naquit dans une famille juive d'Odessa et s'orienta tout d'abord vers le basket-ball et passa un doctorat d'éducation physique avant de se tourner vers les échecs.
Durant la Seconde Guerre mondiale, il fut mobilisé et servit dans l'Armée rouge en tant que mécanicien dans l'aviation. Ce conflit ralentit grandement sa progression dans le domaine échiquéen.

### Champion d'Ukraine
Au lendemain de la guerre, Geller participa aux championnats d'Ukraine dont il occupa quatrième-sixième place en 1946, la sixième place en 1947 et la 5e-8e en 1948. En septembre 1948, il remporta toutes ses six parties au septième échiquier de l'équipe d'Ukraine lors du championnat d'URSS par équipes de Léningrad. En 1949, il finit deuxième-troisième du championnat d'Ukraine.
Par la suite, dans les années 1950, Geller conquit le championnat d'Ukraine lors de ses quatre participations (en 1950, 1957, 1958 et 1959).
Geller obtint le titre de maître international en 1951 et celui de grand maître international l'année suivante après sa deuxième place au tournoi de Budapest (mémorial Maroczy) où il finit devant Botvinnik, Smyslov et Petrossian.

### Champion d'URSS (1955 et 1979)

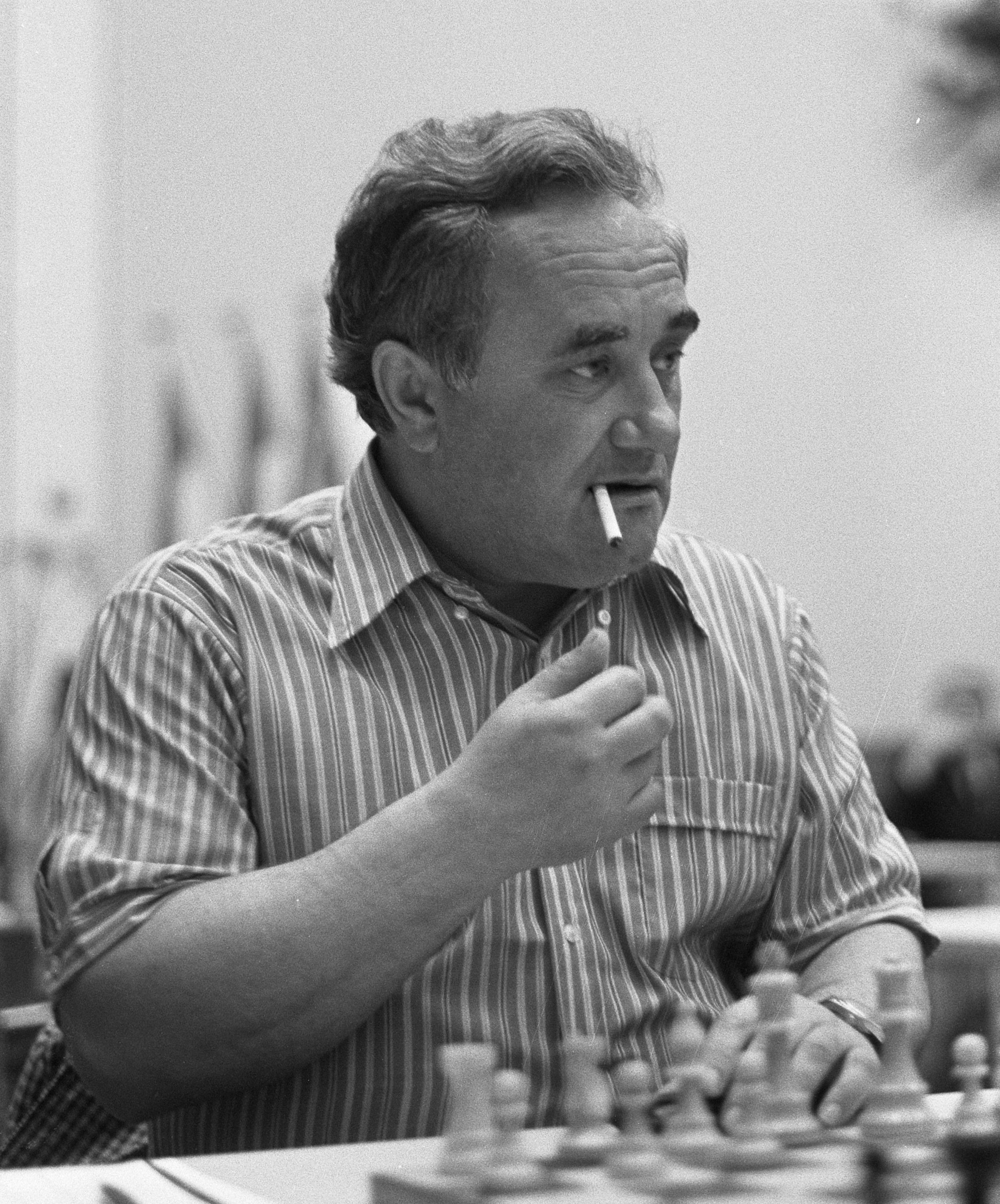
Efim Geller en 1973

De 1949 à 1985, Geller participa à 23 finales du championnats d'URSS, un record seulement égalé par Mark Taïmanov, dont six finales consécutives de 1975 à 1980-1981.
Sa première apparition dans cette compétition en 1949 fut remarquée : il s'en octroya la 3e-4e place (+10 -4 =5), à un demi-point des deux vainqueurs David Bronstein et Vassili Smyslov.
Il confirma cette performance en 1951, quand il se hissa à la 2e-3e place (+10 -4 =3), à un demi-point du vainqueur Paul Keres. Ce championnat était également un tournoi zonal et  Geller fut qualifié pour le tournoi interzonal de Stockholm en 1952.
Il obtint le titre de champion d'URSS à deux reprises:
- En 1955 à Moscou : +10 -5 =4, championnat remporté après un match de départage contre Vassili Smyslov (+1 =6)
- En 1979 à Minsk : +6 =11. De tous les concurrents de ce championnat, Geller était le plus âgé. Sa victoire, à 54 ans, en fit le seul joueur à avoir conquis ce titre au-delà de 50 ans.

Il partagea la 2e ou 3e place en 1951, 1952, 1960, février 1961, février 1967 et octobre 1969.

### Tournois interzonaux et cycles des candidats
De 1948 à 1993, les sélections pour désigner un challengeur du champion du monde d'échecs duraient trois ans et comprenaient la participation à un tournoi zonal (habituellement le championnat d'URSS ou un tournoi spécial), puis à un tournoi interzonal et enfin le tournoi des candidats.
Geller prit part à huit tournois interzonaux de 1952 à 1982 et à six cycles des candidats (tournoi ou matchs) de 1953 à 1971.

#### 1952-1962
En décembre 1951, Geller finit 2e-3e du championnat d'URSS et se qualifia pour le cycle 1952-1954.
- Au tournoi interzonal de Stockholm en 1952, il s'adjugea la 4e place (+8 -2 =10) et se qualifia pour le tournoi des candidats de 1953.
- Au tournoi des candidats de Zurich 1953, son arrivée dans l'élite mondiale s'acheva par une encourageante 6e- 7e place (+8 -7 =13).

En remportant le championnat d'URSS 1955, Efim Geller se qualifia pour le cycle suivant (1955-1957) :
- En 1955, au tournoi interzonal de Göteborg, sa 5e-6e place (+7 -3 =10) lui assura une place au tournoi des candidats de 1956.
- Au tournoi des candidats d'Amsterdam en 1956, il partagea la 3e-7e place avec Bronstein, Spassky, Petrossian et Szabo (+6 -5 =7), derrière Smyslov et Keres.

Geller ne put pas se qualifier pour le tournoi interzonal de 1958 à cause de sa 7e-8e place au XXVe championnat d'URSS de la même année.
En janvier 1961, Efim Geller finit quatrième du championnat d'URSS et se qualifia pour le cycle 1961-1963.
- Au tournoi interzonal de Stockholm en 1962, il obtint la 2e-3e place (+10 -2 =10) et le droit de participer au tournoi des candidats suivant.
- En 1962 au tournoi des candidats de Curaçao, il franchit un cap. Il termina 2e-3e en marquant 17 points sur 24 après avoir battu Bobby Fischer (+2 -1 =1), Viktor Kortchnoï (+1 =3), Pal Benko (+1 =3) et Miroslav Filip (+2 =2) et annulé contre Tigran Petrossian (=4) et Paul Keres (=4).

Sa 2e-3e place du tournoi des candidats de Curaçao en 1962 conduisit à un match de barrage pour la deuxième place contre Paul Keres pour déterminer qui serait qualifié automatiquement pour le cycle suivant. En 1962 à Moscou, Geller perdit ce match (+1 -2 =5) et dut donc se qualifier à nouveau pour le cycle 1964-1966.

#### 1964-1971

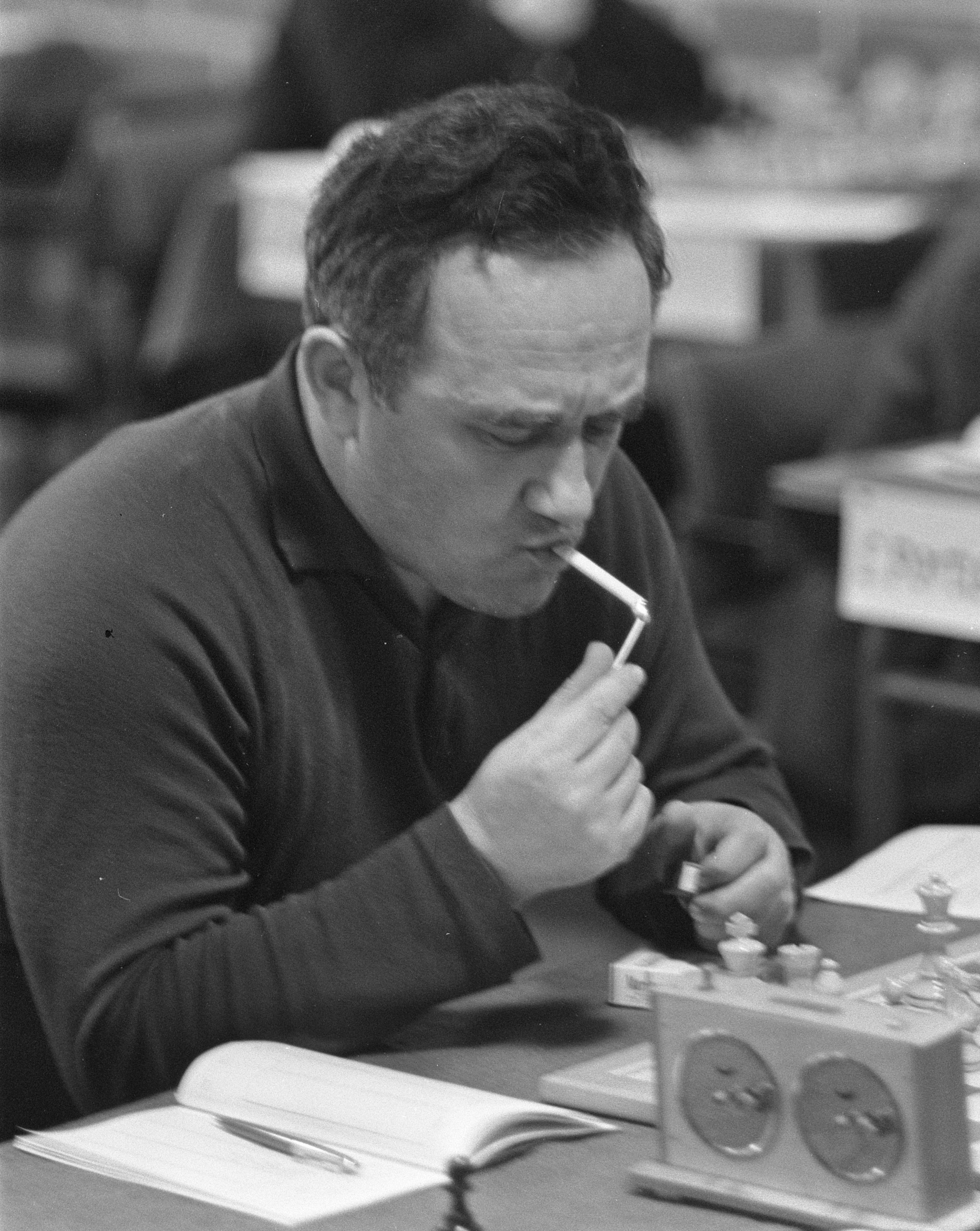
Efim Geller en 1969

À Curaçao, au tournoi des candidats de 1962, Petrossian, Geller et Keres avaient annulé toutes leurs douze parties et terminé aux trois premières places, provoquant des soupçons de collusion entre les joueurs. Après les protestations de Bobby Fischer, la Fédération internationale décida de modifier le format du tournoi des candidats et à partir de 1965 le tournoi des candidats se mua en matchs des candidats.
En février-mars 1964, Geller termina septième et dernier du tournoi zonal disputé à Moscou (ce tournoi n'était pas le championnat d'URSS) et fut éliminé de la course au championnat du monde, mais, il fut repêché en 1965, après le refus de l'ancien champion du monde Mikhail Botvinnik de reprendre la lutte pour la reconquête du titre et il n'eut pas besoin de participer au tournoi interzonal d'Amsterdam de 1964. Geller accéda ainsi directement aux matchs des candidats de 1965 grâce à la troisième place qu'il avait occupée au tournoi des candidats du cycle précédent. En 1965, il élimina Vassili Smyslov (+3 =5) en quarts de finale des candidats avant de tomber face à Boris Spassky (+0 -3 =5) en demi-finale. Afin de pallier l'éventuel désistement d'un qualifié aux matchs des candidats du cycle suivant et de lui désigner un remplaçant, Geller et Bent Larsen disputèrent, en 1966 à Copenhague, un match pour la troisième place que Geller perdit (+2 -3 =5).
En janvier 1967, Efim Geller finit deuxième du championnat d'URSS 1966-1967 et se qualifia pour le cycle 1967-1969. Au tournoi interzonal de Sousse en 1967, il occupa la 2e-4e place (+8 -1 =12) et fut qualifié pour la suite du cycle. En 1968, il disparut dès les quarts de finale des matchs des candidats, battu par Boris Spassky sur le même score qu'en 1965 (+0 -3 =5).
En octobre 1969, Geller finit 3e-5e du championnat d'URSS et se qualifia pour le cycle 1970-1972. En 1970, au tournoi interzonal de Palma de Majorque, il termina à nouveau à la 2e-4e place (+8 -1 =14) et fut qualifié pour les matchs suivants. En 1971, ce fut cette fois Viktor Kortchnoï qui l'élimina durant les quarts de finale du tournoi des candidats (+1 -4 =3).

#### 1973-1985

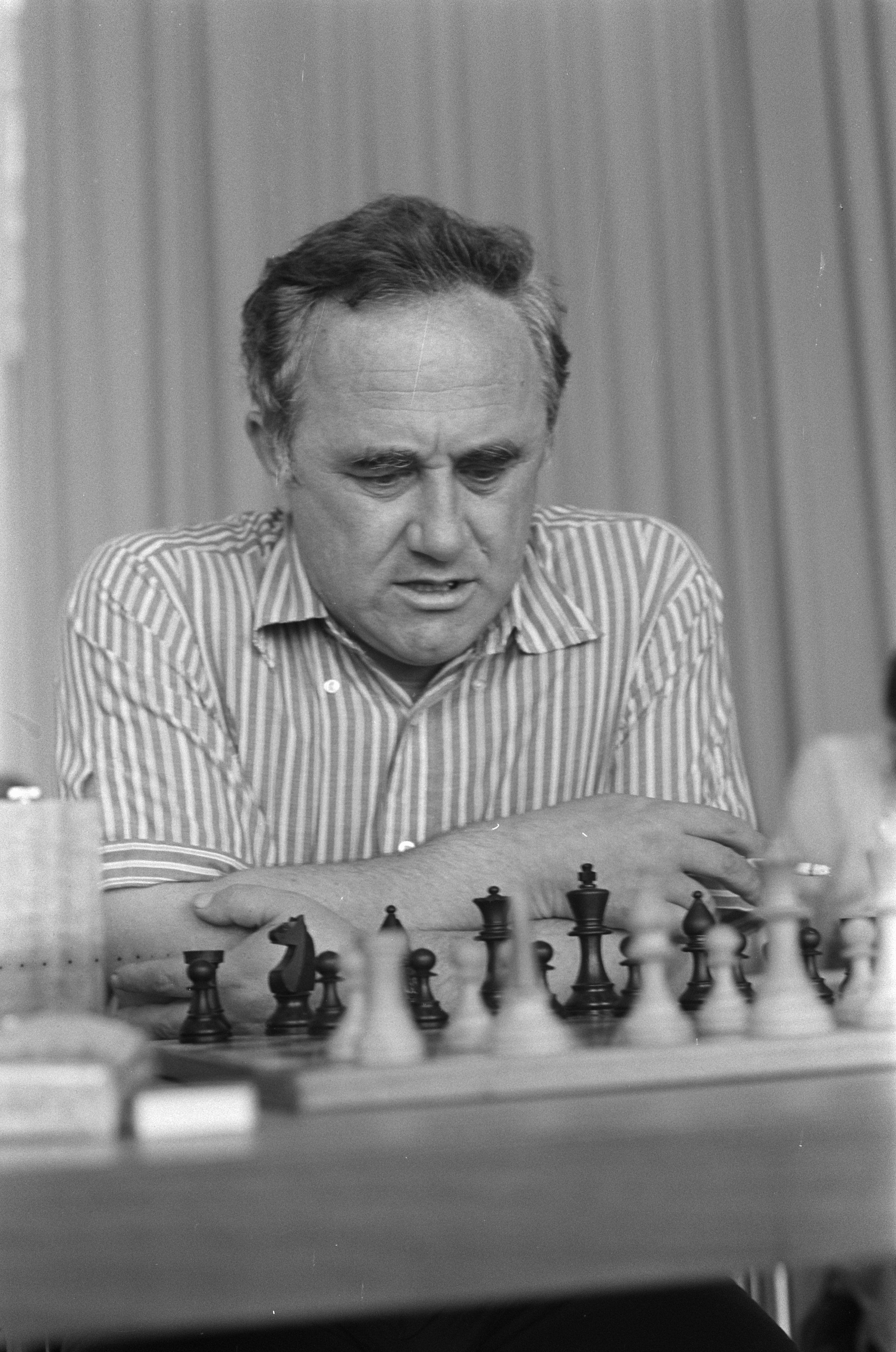
Efim Geller en 1974

En 1973, Geller fut sélectionné automatiquement pour le tournoi interzonal, en qualité de participant au précédent cycle des candidats de 1971. Toujours aussi solide, il se classa encore une fois 2e-4e (+7 -1 =9) au tournoi interzonal de Petrópolis, mais ce tournoi ne qualifiait que trois joueurs. Un tournoi de barrage à quatre tours eut lieu à Portorož qui l'opposa à Lajos Portisch et à Lev Polougaïevski. Geller perdit contre Portisch (+0 -1 =3) et contre Polougaïevski (+1 -2 =1), ce qui l'élimina de la course au titre mondial.
En décembre 1975, Efim Geller finit 6e-8e du championnat d'URSS et fut sélectionné par la FIDE pour le cycle 1976-1978. Au tournoi interzonal de Bienne en 1976, sa 9e-11e place (+4 -3 =12) ne lui permit pas d'accéder aux matchs des candidats.
En avril 1978, lors du tournoi zonal organisé à Lvov, Geller fut éliminé du cycle 1979-1981.
En février-mars 1982, il finit quatrième du tournoi zonal à Erevan, et se qualifia pour le cycle 1982-1984. Pour sa dernière participation à un tournoi interzonal, à Moscou en 1982, il fut éliminé par sa 5e-6e place (+4 -2 =7).
En janvier-février 1985, il termina 17e-18e du championnat d'URSS et fut éliminé du cycle 1985-1987.

### Olympiades et championnats d'Europe par équipes

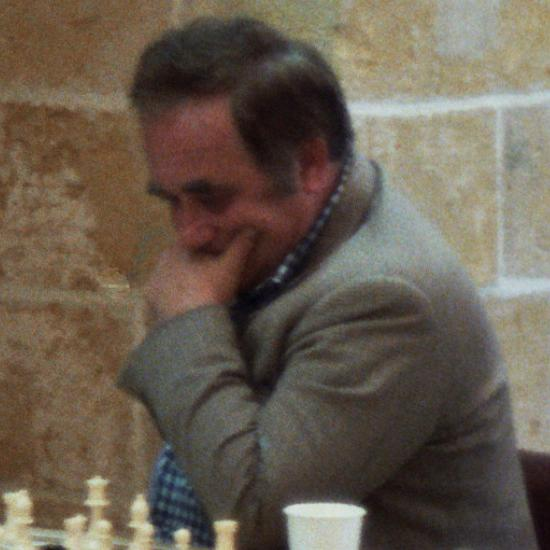
Efim Geller à l'olympiade de Malte en 1980

Geller fit partie de l'équipe URSS dès qu'elle s'aligna dans les Olympiades et il la représenta à sept reprises. L'URSS prit à chaque fois la médaille d'or.
- 1952 - Helsinki : 4e échiquier (+8 -1 =5) - médaille d'argent
- 1954 - Amsterdam : 1er remplaçant (+4 -1 =2) - médaille d'or
- 1956 - Moscou : 2e remplaçant (+7 -2 =1) - médaille d'or
- 1962 - Varna : 1er remplaçant (+10 -1 =1) - médaille d'or
- 1968 - Lugano : 4e échiquier (+7 =5) - médaille d'argent
- 1970 - Siegen : 2e remplaçant (+6 -2 =4)
- 1980 - La Valette : 4e échiquier (+4 =5) - médaille d'argent

Il joua aussi pour l'URSS lors de six éditions du championnat d'Europe par équipes qui virent toutes la victoire de l'URSS.
- 1961 - Oberhausen : 7e échiquier (+4 =5) - Médaille d'or
- 1970 - Kapfenberg : 4e échiquier (+3 -1 =2) - médaille d'or
- 1973 - Bath : 7e échiquier (+4 =1) - médaille d'or
- 1977 - Moscou : 6e échiquier (+2 =5) - médaille d'or
- 1980 - Skara : 5e échiquier (+2 =4)
- 1983 - Plovdiv : 2e remplaçant (+2 =2)

### Match URSS contre le Reste du monde (1970)
Lors du match URSS - Reste du monde de 1970 à Belgrade, Efim Geller joua au 5e échiquier contre Svetozar Gligorić qu'il battit (+1 –0 =3).

### Victoires dans les tournois internationaux

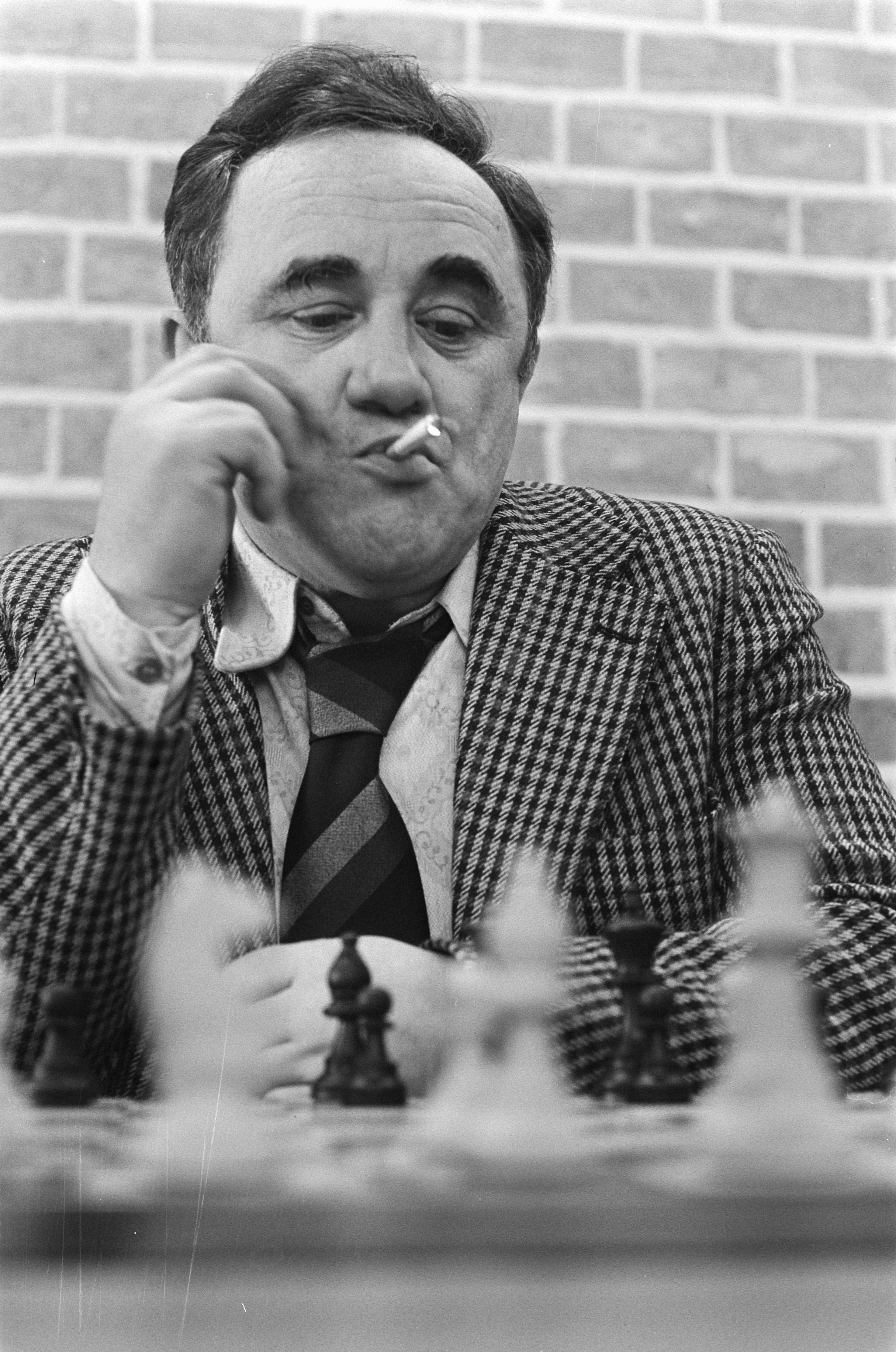
Efim Geller, vainqueur du mémorial Alekhine en 1975

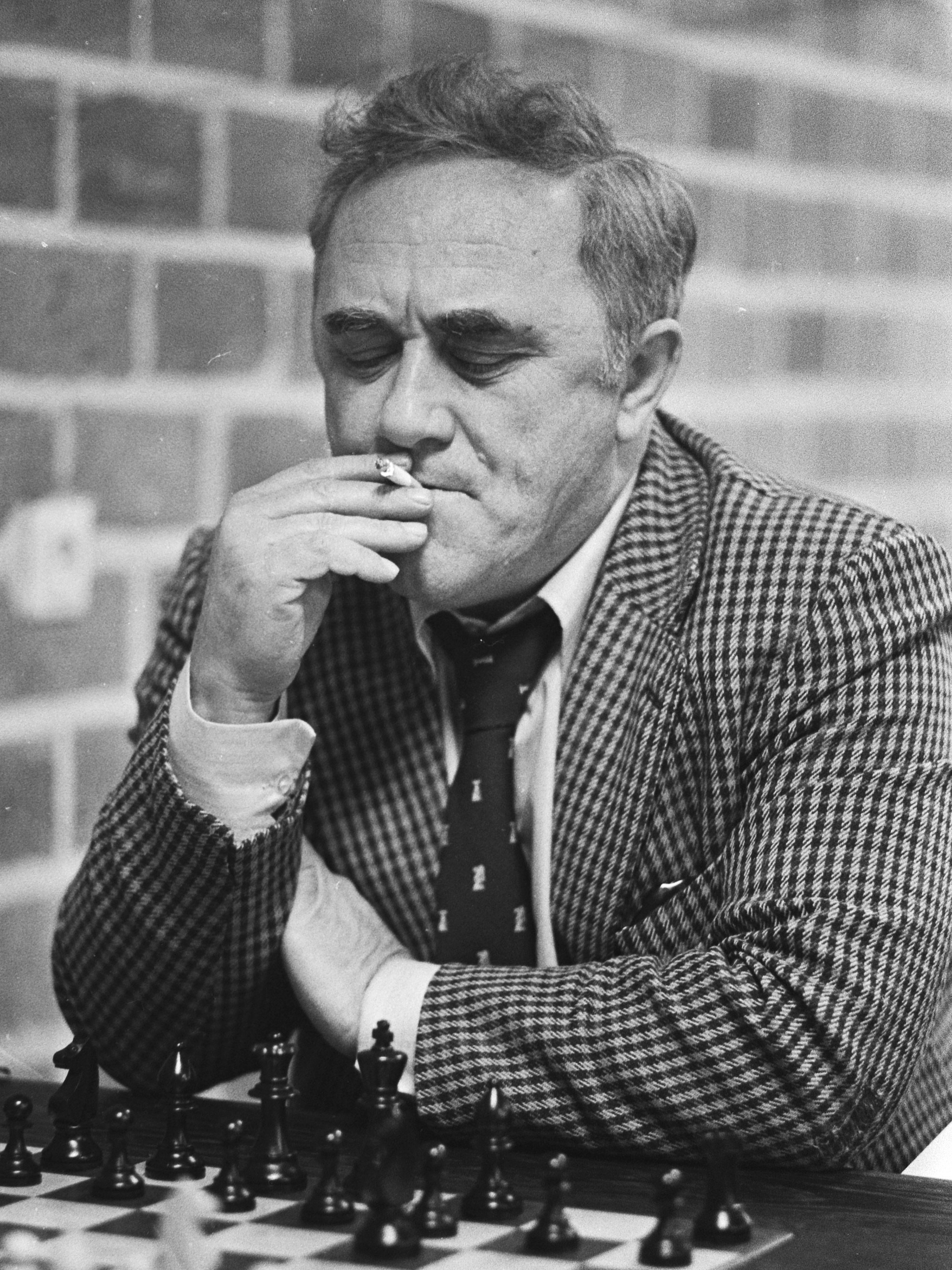
Efim Geller, vainqueur du tournoi de Wijk aan Zee en 1977

Parmi ses autres bons résultats de Geller, citons :
- 1957 : Szczawno-Zdrój, vainqueur avec 12,5 points sur 15
- 1959 : covainqueur avec Taïmanov du tournoi de Dresde
- 1965 : covainqueur avec Portisch du tournoi de Beverwijk,
- 1966 : vainqueur du tournoi de Kislovodsk devant Stein, Kholmov, Taïmanov et Tal,
- 1968 : vainqueur des tournois de Göteborg et Kislovodsk
- 1969 : covainqueur avec Botvinnik du tournoi de Wijk aan Zee (devant Keres),
- 1973 : 
  - vainqueur, avec un point d'avance sur Karpov, du tournoi de Budapest
  - covainqueur avec Szabó du tournoi de Hilversum, devant Ljubojevic, Anderson, Sax, Ivkov, Polougaïevski et Timman.
- 1975 : 
  - vainqueur, avec un point d'avance sur Smyslov suivi de Bronstein, Hort, Hübner, Sax et Timman, du tournoi de Teeside (en)
  - vainqueur du mémorial Alekhine à Moscou, en 1975 (devant Spassky, Kortchnoï et Petrossian),
- 1976 : vainqueur du tournoi de Las Palmas
- 1977 : covainqueur avec Sosonko du tournoi de Wijk aan Zee.
- 1978 : vainqueur des tournois de Bogota et Novi Sad
- 1980 : covainqueur du tournoi de Las Palmas
- 1987 : covainqueur du tournoi de Berne
- 1989 : vainqueur du tournoi d'échecs de Dortmund
- 1990 : covainqueur du tournoi de New York (Manhattan)

Geller participa aussi au championnat du monde des vétérans. 
En 1991, il partagea la première place avec Vassili Smyslov, mais perdit le match de départage.
En 1992, il occupa seul la première place.
- 1991 : covainqueur des tournois de vétérans  de Moscou et de Bad Wörishofen (championnat du monde)
- 1992 : seul vainqueur du championnat du monde des vétérans à Bad Wörishofen.

### Performances contre les champions du monde
Bien qu'il ne devînt jamais champion du monde, Geller était un adversaire redouté des détenteurs du titre. Il rencontra dans sa carrière dix champions du monde (de Euwe à Anand) Ainsi avait-il contre eux un score globalement positif de (+40 -32 =123) : positif contre Mikhail Botvinnik (+4 -1 =5), Vassili Smyslov (+11 -7 =31), Tigran Petrossian (+6 -2 =33) et Bobby Fischer (+5 -3 =2), égal face à 
Max Euwe (+1 -1) et Mikhail Tal (+6 -6 =22), Il n'était négatif que contre Boris Spassky (+6 -10 =22), Anatoli Karpov (+1 -2 =5) et Garry Kasparov (-1 =3). Il fut pendant longtemps la bête noire de Bobby Fischer avant d'être battu par lui lors du tournoi interzonal de 1970.
Geller est reconnu aujourd'hui pour son sens tactique et son style d'attaque original caractérisé dans la première partie de sa carrière. Il est également un théoricien reconnu dans les ouvertures, et a assisté Boris Spassky dans le Championnat du monde 1972 contre Bobby Fischer, puis assisté ensuite Anatoli Karpov. Il a écrit une autobiographie, traduite en anglais par Bernard Cafferty : Grandmaster Geller at the Chessboard (1969).

## Une partie
|   | a | b | c | d | e | f | g | h |   |
| 8 | Dame noire sur case blanche e8 · Roi noir sur case noire f8 · Cavalier noir sur case blanche g8 · Tour noire sur case noire h8 · Tour noire sur case noire a7 · Fou noir sur case noire c7 · Pion noir sur case blanche f7 · Pion noir sur case noire g7 · Dame blanche sur case blanche c6 · Pion noir sur case blanche e6 · Pion blanc sur case noire c5 · Pion noir sur case blanche d5 · Pion blanc sur case noire e5 · Fou blanc sur case noire g5 · Pion noir sur case blanche h5 · Pion blanc sur case noire d4 · Cavalier blanc sur case noire f4 · Cavalier blanc sur case noire h4 · Pion blanc sur case blanche a2 · Pion blanc sur case noire f2 · Pion blanc sur case blanche g2 · Pion blanc sur case noire h2 · Tour blanche sur case blanche f1 · Roi blanc sur case noire g1 | Dame noire sur case blanche e8 · Roi noir sur case noire f8 · Cavalier noir sur case blanche g8 · Tour noire sur case noire h8 · Tour noire sur case noire a7 · Fou noir sur case noire c7 · Pion noir sur case blanche f7 · Pion noir sur case noire g7 · Dame blanche sur case blanche c6 · Pion noir sur case blanche e6 · Pion blanc sur case noire c5 · Pion noir sur case blanche d5 · Pion blanc sur case noire e5 · Fou blanc sur case noire g5 · Pion noir sur case blanche h5 · Pion blanc sur case noire d4 · Cavalier blanc sur case noire f4 · Cavalier blanc sur case noire h4 · Pion blanc sur case blanche a2 · Pion blanc sur case noire f2 · Pion blanc sur case blanche g2 · Pion blanc sur case noire h2 · Tour blanche sur case blanche f1 · Roi blanc sur case noire g1 | Dame noire sur case blanche e8 · Roi noir sur case noire f8 · Cavalier noir sur case blanche g8 · Tour noire sur case noire h8 · Tour noire sur case noire a7 · Fou noir sur case noire c7 · Pion noir sur case blanche f7 · Pion noir sur case noire g7 · Dame blanche sur case blanche c6 · Pion noir sur case blanche e6 · Pion blanc sur case noire c5 · Pion noir sur case blanche d5 · Pion blanc sur case noire e5 · Fou blanc sur case noire g5 · Pion noir sur case blanche h5 · Pion blanc sur case noire d4 · Cavalier blanc sur case noire f4 · Cavalier blanc sur case noire h4 · Pion blanc sur case blanche a2 · Pion blanc sur case noire f2 · Pion blanc sur case blanche g2 · Pion blanc sur case noire h2 · Tour blanche sur case blanche f1 · Roi blanc sur case noire g1 | Dame noire sur case blanche e8 · Roi noir sur case noire f8 · Cavalier noir sur case blanche g8 · Tour noire sur case noire h8 · Tour noire sur case noire a7 · Fou noir sur case noire c7 · Pion noir sur case blanche f7 · Pion noir sur case noire g7 · Dame blanche sur case blanche c6 · Pion noir sur case blanche e6 · Pion blanc sur case noire c5 · Pion noir sur case blanche d5 · Pion blanc sur case noire e5 · Fou blanc sur case noire g5 · Pion noir sur case blanche h5 · Pion blanc sur case noire d4 · Cavalier blanc sur case noire f4 · Cavalier blanc sur case noire h4 · Pion blanc sur case blanche a2 · Pion blanc sur case noire f2 · Pion blanc sur case blanche g2 · Pion blanc sur case noire h2 · Tour blanche sur case blanche f1 · Roi blanc sur case noire g1 | Dame noire sur case blanche e8 · Roi noir sur case noire f8 · Cavalier noir sur case blanche g8 · Tour noire sur case noire h8 · Tour noire sur case noire a7 · Fou noir sur case noire c7 · Pion noir sur case blanche f7 · Pion noir sur case noire g7 · Dame blanche sur case blanche c6 · Pion noir sur case blanche e6 · Pion blanc sur case noire c5 · Pion noir sur case blanche d5 · Pion blanc sur case noire e5 · Fou blanc sur case noire g5 · Pion noir sur case blanche h5 · Pion blanc sur case noire d4 · Cavalier blanc sur case noire f4 · Cavalier blanc sur case noire h4 · Pion blanc sur case blanche a2 · Pion blanc sur case noire f2 · Pion blanc sur case blanche g2 · Pion blanc sur case noire h2 · Tour blanche sur case blanche f1 · Roi blanc sur case noire g1 | Dame noire sur case blanche e8 · Roi noir sur case noire f8 · Cavalier noir sur case blanche g8 · Tour noire sur case noire h8 · Tour noire sur case noire a7 · Fou noir sur case noire c7 · Pion noir sur case blanche f7 · Pion noir sur case noire g7 · Dame blanche sur case blanche c6 · Pion noir sur case blanche e6 · Pion blanc sur case noire c5 · Pion noir sur case blanche d5 · Pion blanc sur case noire e5 · Fou blanc sur case noire g5 · Pion noir sur case blanche h5 · Pion blanc sur case noire d4 · Cavalier blanc sur case noire f4 · Cavalier blanc sur case noire h4 · Pion blanc sur case blanche a2 · Pion blanc sur case noire f2 · Pion blanc sur case blanche g2 · Pion blanc sur case noire h2 · Tour blanche sur case blanche f1 · Roi blanc sur case noire g1 | Dame noire sur case blanche e8 · Roi noir sur case noire f8 · Cavalier noir sur case blanche g8 · Tour noire sur case noire h8 · Tour noire sur case noire a7 · Fou noir sur case noire c7 · Pion noir sur case blanche f7 · Pion noir sur case noire g7 · Dame blanche sur case blanche c6 · Pion noir sur case blanche e6 · Pion blanc sur case noire c5 · Pion noir sur case blanche d5 · Pion blanc sur case noire e5 · Fou blanc sur case noire g5 · Pion noir sur case blanche h5 · Pion blanc sur case noire d4 · Cavalier blanc sur case noire f4 · Cavalier blanc sur case noire h4 · Pion blanc sur case blanche a2 · Pion blanc sur case noire f2 · Pion blanc sur case blanche g2 · Pion blanc sur case noire h2 · Tour blanche sur case blanche f1 · Roi blanc sur case noire g1 | Dame noire sur case blanche e8 · Roi noir sur case noire f8 · Cavalier noir sur case blanche g8 · Tour noire sur case noire h8 · Tour noire sur case noire a7 · Fou noir sur case noire c7 · Pion noir sur case blanche f7 · Pion noir sur case noire g7 · Dame blanche sur case blanche c6 · Pion noir sur case blanche e6 · Pion blanc sur case noire c5 · Pion noir sur case blanche d5 · Pion blanc sur case noire e5 · Fou blanc sur case noire g5 · Pion noir sur case blanche h5 · Pion blanc sur case noire d4 · Cavalier blanc sur case noire f4 · Cavalier blanc sur case noire h4 · Pion blanc sur case blanche a2 · Pion blanc sur case noire f2 · Pion blanc sur case blanche g2 · Pion blanc sur case noire h2 · Tour blanche sur case blanche f1 · Roi blanc sur case noire g1 | 8 |
| 7 | Dame noire sur case blanche e8 · Roi noir sur case noire f8 · Cavalier noir sur case blanche g8 · Tour noire sur case noire h8 · Tour noire sur case noire a7 · Fou noir sur case noire c7 · Pion noir sur case blanche f7 · Pion noir sur case noire g7 · Dame blanche sur case blanche c6 · Pion noir sur case blanche e6 · Pion blanc sur case noire c5 · Pion noir sur case blanche d5 · Pion blanc sur case noire e5 · Fou blanc sur case noire g5 · Pion noir sur case blanche h5 · Pion blanc sur case noire d4 · Cavalier blanc sur case noire f4 · Cavalier blanc sur case noire h4 · Pion blanc sur case blanche a2 · Pion blanc sur case noire f2 · Pion blanc sur case blanche g2 · Pion blanc sur case noire h2 · Tour blanche sur case blanche f1 · Roi blanc sur case noire g1 | Dame noire sur case blanche e8 · Roi noir sur case noire f8 · Cavalier noir sur case blanche g8 · Tour noire sur case noire h8 · Tour noire sur case noire a7 · Fou noir sur case noire c7 · Pion noir sur case blanche f7 · Pion noir sur case noire g7 · Dame blanche sur case blanche c6 · Pion noir sur case blanche e6 · Pion blanc sur case noire c5 · Pion noir sur case blanche d5 · Pion blanc sur case noire e5 · Fou blanc sur case noire g5 · Pion noir sur case blanche h5 · Pion blanc sur case noire d4 · Cavalier blanc sur case noire f4 · Cavalier blanc sur case noire h4 · Pion blanc sur case blanche a2 · Pion blanc sur case noire f2 · Pion blanc sur case blanche g2 · Pion blanc sur case noire h2 · Tour blanche sur case blanche f1 · Roi blanc sur case noire g1 | Dame noire sur case blanche e8 · Roi noir sur case noire f8 · Cavalier noir sur case blanche g8 · Tour noire sur case noire h8 · Tour noire sur case noire a7 · Fou noir sur case noire c7 · Pion noir sur case blanche f7 · Pion noir sur case noire g7 · Dame blanche sur case blanche c6 · Pion noir sur case blanche e6 · Pion blanc sur case noire c5 · Pion noir sur case blanche d5 · Pion blanc sur case noire e5 · Fou blanc sur case noire g5 · Pion noir sur case blanche h5 · Pion blanc sur case noire d4 · Cavalier blanc sur case noire f4 · Cavalier blanc sur case noire h4 · Pion blanc sur case blanche a2 · Pion blanc sur case noire f2 · Pion blanc sur case blanche g2 · Pion blanc sur case noire h2 · Tour blanche sur case blanche f1 · Roi blanc sur case noire g1 | Dame noire sur case blanche e8 · Roi noir sur case noire f8 · Cavalier noir sur case blanche g8 · Tour noire sur case noire h8 · Tour noire sur case noire a7 · Fou noir sur case noire c7 · Pion noir sur case blanche f7 · Pion noir sur case noire g7 · Dame blanche sur case blanche c6 · Pion noir sur case blanche e6 · Pion blanc sur case noire c5 · Pion noir sur case blanche d5 · Pion blanc sur case noire e5 · Fou blanc sur case noire g5 · Pion noir sur case blanche h5 · Pion blanc sur case noire d4 · Cavalier blanc sur case noire f4 · Cavalier blanc sur case noire h4 · Pion blanc sur case blanche a2 · Pion blanc sur case noire f2 · Pion blanc sur case blanche g2 · Pion blanc sur case noire h2 · Tour blanche sur case blanche f1 · Roi blanc sur case noire g1 | Dame noire sur case blanche e8 · Roi noir sur case noire f8 · Cavalier noir sur case blanche g8 · Tour noire sur case noire h8 · Tour noire sur case noire a7 · Fou noir sur case noire c7 · Pion noir sur case blanche f7 · Pion noir sur case noire g7 · Dame blanche sur case blanche c6 · Pion noir sur case blanche e6 · Pion blanc sur case noire c5 · Pion noir sur case blanche d5 · Pion blanc sur case noire e5 · Fou blanc sur case noire g5 · Pion noir sur case blanche h5 · Pion blanc sur case noire d4 · Cavalier blanc sur case noire f4 · Cavalier blanc sur case noire h4 · Pion blanc sur case blanche a2 · Pion blanc sur case noire f2 · Pion blanc sur case blanche g2 · Pion blanc sur case noire h2 · Tour blanche sur case blanche f1 · Roi blanc sur case noire g1 | Dame noire sur case blanche e8 · Roi noir sur case noire f8 · Cavalier noir sur case blanche g8 · Tour noire sur case noire h8 · Tour noire sur case noire a7 · Fou noir sur case noire c7 · Pion noir sur case blanche f7 · Pion noir sur case noire g7 · Dame blanche sur case blanche c6 · Pion noir sur case blanche e6 · Pion blanc sur case noire c5 · Pion noir sur case blanche d5 · Pion blanc sur case noire e5 · Fou blanc sur case noire g5 · Pion noir sur case blanche h5 · Pion blanc sur case noire d4 · Cavalier blanc sur case noire f4 · Cavalier blanc sur case noire h4 · Pion blanc sur case blanche a2 · Pion blanc sur case noire f2 · Pion blanc sur case blanche g2 · Pion blanc sur case noire h2 · Tour blanche sur case blanche f1 · Roi blanc sur case noire g1 | Dame noire sur case blanche e8 · Roi noir sur case noire f8 · Cavalier noir sur case blanche g8 · Tour noire sur case noire h8 · Tour noire sur case noire a7 · Fou noir sur case noire c7 · Pion noir sur case blanche f7 · Pion noir sur case noire g7 · Dame blanche sur case blanche c6 · Pion noir sur case blanche e6 · Pion blanc sur case noire c5 · Pion noir sur case blanche d5 · Pion blanc sur case noire e5 · Fou blanc sur case noire g5 · Pion noir sur case blanche h5 · Pion blanc sur case noire d4 · Cavalier blanc sur case noire f4 · Cavalier blanc sur case noire h4 · Pion blanc sur case blanche a2 · Pion blanc sur case noire f2 · Pion blanc sur case blanche g2 · Pion blanc sur case noire h2 · Tour blanche sur case blanche f1 · Roi blanc sur case noire g1 | Dame noire sur case blanche e8 · Roi noir sur case noire f8 · Cavalier noir sur case blanche g8 · Tour noire sur case noire h8 · Tour noire sur case noire a7 · Fou noir sur case noire c7 · Pion noir sur case blanche f7 · Pion noir sur case noire g7 · Dame blanche sur case blanche c6 · Pion noir sur case blanche e6 · Pion blanc sur case noire c5 · Pion noir sur case blanche d5 · Pion blanc sur case noire e5 · Fou blanc sur case noire g5 · Pion noir sur case blanche h5 · Pion blanc sur case noire d4 · Cavalier blanc sur case noire f4 · Cavalier blanc sur case noire h4 · Pion blanc sur case blanche a2 · Pion blanc sur case noire f2 · Pion blanc sur case blanche g2 · Pion blanc sur case noire h2 · Tour blanche sur case blanche f1 · Roi blanc sur case noire g1 | 7 |
| 6 | Dame noire sur case blanche e8 · Roi noir sur case noire f8 · Cavalier noir sur case blanche g8 · Tour noire sur case noire h8 · Tour noire sur case noire a7 · Fou noir sur case noire c7 · Pion noir sur case blanche f7 · Pion noir sur case noire g7 · Dame blanche sur case blanche c6 · Pion noir sur case blanche e6 · Pion blanc sur case noire c5 · Pion noir sur case blanche d5 · Pion blanc sur case noire e5 · Fou blanc sur case noire g5 · Pion noir sur case blanche h5 · Pion blanc sur case noire d4 · Cavalier blanc sur case noire f4 · Cavalier blanc sur case noire h4 · Pion blanc sur case blanche a2 · Pion blanc sur case noire f2 · Pion blanc sur case blanche g2 · Pion blanc sur case noire h2 · Tour blanche sur case blanche f1 · Roi blanc sur case noire g1 | Dame noire sur case blanche e8 · Roi noir sur case noire f8 · Cavalier noir sur case blanche g8 · Tour noire sur case noire h8 · Tour noire sur case noire a7 · Fou noir sur case noire c7 · Pion noir sur case blanche f7 · Pion noir sur case noire g7 · Dame blanche sur case blanche c6 · Pion noir sur case blanche e6 · Pion blanc sur case noire c5 · Pion noir sur case blanche d5 · Pion blanc sur case noire e5 · Fou blanc sur case noire g5 · Pion noir sur case blanche h5 · Pion blanc sur case noire d4 · Cavalier blanc sur case noire f4 · Cavalier blanc sur case noire h4 · Pion blanc sur case blanche a2 · Pion blanc sur case noire f2 · Pion blanc sur case blanche g2 · Pion blanc sur case noire h2 · Tour blanche sur case blanche f1 · Roi blanc sur case noire g1 | Dame noire sur case blanche e8 · Roi noir sur case noire f8 · Cavalier noir sur case blanche g8 · Tour noire sur case noire h8 · Tour noire sur case noire a7 · Fou noir sur case noire c7 · Pion noir sur case blanche f7 · Pion noir sur case noire g7 · Dame blanche sur case blanche c6 · Pion noir sur case blanche e6 · Pion blanc sur case noire c5 · Pion noir sur case blanche d5 · Pion blanc sur case noire e5 · Fou blanc sur case noire g5 · Pion noir sur case blanche h5 · Pion blanc sur case noire d4 · Cavalier blanc sur case noire f4 · Cavalier blanc sur case noire h4 · Pion blanc sur case blanche a2 · Pion blanc sur case noire f2 · Pion blanc sur case blanche g2 · Pion blanc sur case noire h2 · Tour blanche sur case blanche f1 · Roi blanc sur case noire g1 | Dame noire sur case blanche e8 · Roi noir sur case noire f8 · Cavalier noir sur case blanche g8 · Tour noire sur case noire h8 · Tour noire sur case noire a7 · Fou noir sur case noire c7 · Pion noir sur case blanche f7 · Pion noir sur case noire g7 · Dame blanche sur case blanche c6 · Pion noir sur case blanche e6 · Pion blanc sur case noire c5 · Pion noir sur case blanche d5 · Pion blanc sur case noire e5 · Fou blanc sur case noire g5 · Pion noir sur case blanche h5 · Pion blanc sur case noire d4 · Cavalier blanc sur case noire f4 · Cavalier blanc sur case noire h4 · Pion blanc sur case blanche a2 · Pion blanc sur case noire f2 · Pion blanc sur case blanche g2 · Pion blanc sur case noire h2 · Tour blanche sur case blanche f1 · Roi blanc sur case noire g1 | Dame noire sur case blanche e8 · Roi noir sur case noire f8 · Cavalier noir sur case blanche g8 · Tour noire sur case noire h8 · Tour noire sur case noire a7 · Fou noir sur case noire c7 · Pion noir sur case blanche f7 · Pion noir sur case noire g7 · Dame blanche sur case blanche c6 · Pion noir sur case blanche e6 · Pion blanc sur case noire c5 · Pion noir sur case blanche d5 · Pion blanc sur case noire e5 · Fou blanc sur case noire g5 · Pion noir sur case blanche h5 · Pion blanc sur case noire d4 · Cavalier blanc sur case noire f4 · Cavalier blanc sur case noire h4 · Pion blanc sur case blanche a2 · Pion blanc sur case noire f2 · Pion blanc sur case blanche g2 · Pion blanc sur case noire h2 · Tour blanche sur case blanche f1 · Roi blanc sur case noire g1 | Dame noire sur case blanche e8 · Roi noir sur case noire f8 · Cavalier noir sur case blanche g8 · Tour noire sur case noire h8 · Tour noire sur case noire a7 · Fou noir sur case noire c7 · Pion noir sur case blanche f7 · Pion noir sur case noire g7 · Dame blanche sur case blanche c6 · Pion noir sur case blanche e6 · Pion blanc sur case noire c5 · Pion noir sur case blanche d5 · Pion blanc sur case noire e5 · Fou blanc sur case noire g5 · Pion noir sur case blanche h5 · Pion blanc sur case noire d4 · Cavalier blanc sur case noire f4 · Cavalier blanc sur case noire h4 · Pion blanc sur case blanche a2 · Pion blanc sur case noire f2 · Pion blanc sur case blanche g2 · Pion blanc sur case noire h2 · Tour blanche sur case blanche f1 · Roi blanc sur case noire g1 | Dame noire sur case blanche e8 · Roi noir sur case noire f8 · Cavalier noir sur case blanche g8 · Tour noire sur case noire h8 · Tour noire sur case noire a7 · Fou noir sur case noire c7 · Pion noir sur case blanche f7 · Pion noir sur case noire g7 · Dame blanche sur case blanche c6 · Pion noir sur case blanche e6 · Pion blanc sur case noire c5 · Pion noir sur case blanche d5 · Pion blanc sur case noire e5 · Fou blanc sur case noire g5 · Pion noir sur case blanche h5 · Pion blanc sur case noire d4 · Cavalier blanc sur case noire f4 · Cavalier blanc sur case noire h4 · Pion blanc sur case blanche a2 · Pion blanc sur case noire f2 · Pion blanc sur case blanche g2 · Pion blanc sur case noire h2 · Tour blanche sur case blanche f1 · Roi blanc sur case noire g1 | Dame noire sur case blanche e8 · Roi noir sur case noire f8 · Cavalier noir sur case blanche g8 · Tour noire sur case noire h8 · Tour noire sur case noire a7 · Fou noir sur case noire c7 · Pion noir sur case blanche f7 · Pion noir sur case noire g7 · Dame blanche sur case blanche c6 · Pion noir sur case blanche e6 · Pion blanc sur case noire c5 · Pion noir sur case blanche d5 · Pion blanc sur case noire e5 · Fou blanc sur case noire g5 · Pion noir sur case blanche h5 · Pion blanc sur case noire d4 · Cavalier blanc sur case noire f4 · Cavalier blanc sur case noire h4 · Pion blanc sur case blanche a2 · Pion blanc sur case noire f2 · Pion blanc sur case blanche g2 · Pion blanc sur case noire h2 · Tour blanche sur case blanche f1 · Roi blanc sur case noire g1 | 6 |
| 5 | Dame noire sur case blanche e8 · Roi noir sur case noire f8 · Cavalier noir sur case blanche g8 · Tour noire sur case noire h8 · Tour noire sur case noire a7 · Fou noir sur case noire c7 · Pion noir sur case blanche f7 · Pion noir sur case noire g7 · Dame blanche sur case blanche c6 · Pion noir sur case blanche e6 · Pion blanc sur case noire c5 · Pion noir sur case blanche d5 · Pion blanc sur case noire e5 · Fou blanc sur case noire g5 · Pion noir sur case blanche h5 · Pion blanc sur case noire d4 · Cavalier blanc sur case noire f4 · Cavalier blanc sur case noire h4 · Pion blanc sur case blanche a2 · Pion blanc sur case noire f2 · Pion blanc sur case blanche g2 · Pion blanc sur case noire h2 · Tour blanche sur case blanche f1 · Roi blanc sur case noire g1 | Dame noire sur case blanche e8 · Roi noir sur case noire f8 · Cavalier noir sur case blanche g8 · Tour noire sur case noire h8 · Tour noire sur case noire a7 · Fou noir sur case noire c7 · Pion noir sur case blanche f7 · Pion noir sur case noire g7 · Dame blanche sur case blanche c6 · Pion noir sur case blanche e6 · Pion blanc sur case noire c5 · Pion noir sur case blanche d5 · Pion blanc sur case noire e5 · Fou blanc sur case noire g5 · Pion noir sur case blanche h5 · Pion blanc sur case noire d4 · Cavalier blanc sur case noire f4 · Cavalier blanc sur case noire h4 · Pion blanc sur case blanche a2 · Pion blanc sur case noire f2 · Pion blanc sur case blanche g2 · Pion blanc sur case noire h2 · Tour blanche sur case blanche f1 · Roi blanc sur case noire g1 | Dame noire sur case blanche e8 · Roi noir sur case noire f8 · Cavalier noir sur case blanche g8 · Tour noire sur case noire h8 · Tour noire sur case noire a7 · Fou noir sur case noire c7 · Pion noir sur case blanche f7 · Pion noir sur case noire g7 · Dame blanche sur case blanche c6 · Pion noir sur case blanche e6 · Pion blanc sur case noire c5 · Pion noir sur case blanche d5 · Pion blanc sur case noire e5 · Fou blanc sur case noire g5 · Pion noir sur case blanche h5 · Pion blanc sur case noire d4 · Cavalier blanc sur case noire f4 · Cavalier blanc sur case noire h4 · Pion blanc sur case blanche a2 · Pion blanc sur case noire f2 · Pion blanc sur case blanche g2 · Pion blanc sur case noire h2 · Tour blanche sur case blanche f1 · Roi blanc sur case noire g1 | Dame noire sur case blanche e8 · Roi noir sur case noire f8 · Cavalier noir sur case blanche g8 · Tour noire sur case noire h8 · Tour noire sur case noire a7 · Fou noir sur case noire c7 · Pion noir sur case blanche f7 · Pion noir sur case noire g7 · Dame blanche sur case blanche c6 · Pion noir sur case blanche e6 · Pion blanc sur case noire c5 · Pion noir sur case blanche d5 · Pion blanc sur case noire e5 · Fou blanc sur case noire g5 · Pion noir sur case blanche h5 · Pion blanc sur case noire d4 · Cavalier blanc sur case noire f4 · Cavalier blanc sur case noire h4 · Pion blanc sur case blanche a2 · Pion blanc sur case noire f2 · Pion blanc sur case blanche g2 · Pion blanc sur case noire h2 · Tour blanche sur case blanche f1 · Roi blanc sur case noire g1 | Dame noire sur case blanche e8 · Roi noir sur case noire f8 · Cavalier noir sur case blanche g8 · Tour noire sur case noire h8 · Tour noire sur case noire a7 · Fou noir sur case noire c7 · Pion noir sur case blanche f7 · Pion noir sur case noire g7 · Dame blanche sur case blanche c6 · Pion noir sur case blanche e6 · Pion blanc sur case noire c5 · Pion noir sur case blanche d5 · Pion blanc sur case noire e5 · Fou blanc sur case noire g5 · Pion noir sur case blanche h5 · Pion blanc sur case noire d4 · Cavalier blanc sur case noire f4 · Cavalier blanc sur case noire h4 · Pion blanc sur case blanche a2 · Pion blanc sur case noire f2 · Pion blanc sur case blanche g2 · Pion blanc sur case noire h2 · Tour blanche sur case blanche f1 · Roi blanc sur case noire g1 | Dame noire sur case blanche e8 · Roi noir sur case noire f8 · Cavalier noir sur case blanche g8 · Tour noire sur case noire h8 · Tour noire sur case noire a7 · Fou noir sur case noire c7 · Pion noir sur case blanche f7 · Pion noir sur case noire g7 · Dame blanche sur case blanche c6 · Pion noir sur case blanche e6 · Pion blanc sur case noire c5 · Pion noir sur case blanche d5 · Pion blanc sur case noire e5 · Fou blanc sur case noire g5 · Pion noir sur case blanche h5 · Pion blanc sur case noire d4 · Cavalier blanc sur case noire f4 · Cavalier blanc sur case noire h4 · Pion blanc sur case blanche a2 · Pion blanc sur case noire f2 · Pion blanc sur case blanche g2 · Pion blanc sur case noire h2 · Tour blanche sur case blanche f1 · Roi blanc sur case noire g1 | Dame noire sur case blanche e8 · Roi noir sur case noire f8 · Cavalier noir sur case blanche g8 · Tour noire sur case noire h8 · Tour noire sur case noire a7 · Fou noir sur case noire c7 · Pion noir sur case blanche f7 · Pion noir sur case noire g7 · Dame blanche sur case blanche c6 · Pion noir sur case blanche e6 · Pion blanc sur case noire c5 · Pion noir sur case blanche d5 · Pion blanc sur case noire e5 · Fou blanc sur case noire g5 · Pion noir sur case blanche h5 · Pion blanc sur case noire d4 · Cavalier blanc sur case noire f4 · Cavalier blanc sur case noire h4 · Pion blanc sur case blanche a2 · Pion blanc sur case noire f2 · Pion blanc sur case blanche g2 · Pion blanc sur case noire h2 · Tour blanche sur case blanche f1 · Roi blanc sur case noire g1 | Dame noire sur case blanche e8 · Roi noir sur case noire f8 · Cavalier noir sur case blanche g8 · Tour noire sur case noire h8 · Tour noire sur case noire a7 · Fou noir sur case noire c7 · Pion noir sur case blanche f7 · Pion noir sur case noire g7 · Dame blanche sur case blanche c6 · Pion noir sur case blanche e6 · Pion blanc sur case noire c5 · Pion noir sur case blanche d5 · Pion blanc sur case noire e5 · Fou blanc sur case noire g5 · Pion noir sur case blanche h5 · Pion blanc sur case noire d4 · Cavalier blanc sur case noire f4 · Cavalier blanc sur case noire h4 · Pion blanc sur case blanche a2 · Pion blanc sur case noire f2 · Pion blanc sur case blanche g2 · Pion blanc sur case noire h2 · Tour blanche sur case blanche f1 · Roi blanc sur case noire g1 | 5 |
| 4 | Dame noire sur case blanche e8 · Roi noir sur case noire f8 · Cavalier noir sur case blanche g8 · Tour noire sur case noire h8 · Tour noire sur case noire a7 · Fou noir sur case noire c7 · Pion noir sur case blanche f7 · Pion noir sur case noire g7 · Dame blanche sur case blanche c6 · Pion noir sur case blanche e6 · Pion blanc sur case noire c5 · Pion noir sur case blanche d5 · Pion blanc sur case noire e5 · Fou blanc sur case noire g5 · Pion noir sur case blanche h5 · Pion blanc sur case noire d4 · Cavalier blanc sur case noire f4 · Cavalier blanc sur case noire h4 · Pion blanc sur case blanche a2 · Pion blanc sur case noire f2 · Pion blanc sur case blanche g2 · Pion blanc sur case noire h2 · Tour blanche sur case blanche f1 · Roi blanc sur case noire g1 | Dame noire sur case blanche e8 · Roi noir sur case noire f8 · Cavalier noir sur case blanche g8 · Tour noire sur case noire h8 · Tour noire sur case noire a7 · Fou noir sur case noire c7 · Pion noir sur case blanche f7 · Pion noir sur case noire g7 · Dame blanche sur case blanche c6 · Pion noir sur case blanche e6 · Pion blanc sur case noire c5 · Pion noir sur case blanche d5 · Pion blanc sur case noire e5 · Fou blanc sur case noire g5 · Pion noir sur case blanche h5 · Pion blanc sur case noire d4 · Cavalier blanc sur case noire f4 · Cavalier blanc sur case noire h4 · Pion blanc sur case blanche a2 · Pion blanc sur case noire f2 · Pion blanc sur case blanche g2 · Pion blanc sur case noire h2 · Tour blanche sur case blanche f1 · Roi blanc sur case noire g1 | Dame noire sur case blanche e8 · Roi noir sur case noire f8 · Cavalier noir sur case blanche g8 · Tour noire sur case noire h8 · Tour noire sur case noire a7 · Fou noir sur case noire c7 · Pion noir sur case blanche f7 · Pion noir sur case noire g7 · Dame blanche sur case blanche c6 · Pion noir sur case blanche e6 · Pion blanc sur case noire c5 · Pion noir sur case blanche d5 · Pion blanc sur case noire e5 · Fou blanc sur case noire g5 · Pion noir sur case blanche h5 · Pion blanc sur case noire d4 · Cavalier blanc sur case noire f4 · Cavalier blanc sur case noire h4 · Pion blanc sur case blanche a2 · Pion blanc sur case noire f2 · Pion blanc sur case blanche g2 · Pion blanc sur case noire h2 · Tour blanche sur case blanche f1 · Roi blanc sur case noire g1 | Dame noire sur case blanche e8 · Roi noir sur case noire f8 · Cavalier noir sur case blanche g8 · Tour noire sur case noire h8 · Tour noire sur case noire a7 · Fou noir sur case noire c7 · Pion noir sur case blanche f7 · Pion noir sur case noire g7 · Dame blanche sur case blanche c6 · Pion noir sur case blanche e6 · Pion blanc sur case noire c5 · Pion noir sur case blanche d5 · Pion blanc sur case noire e5 · Fou blanc sur case noire g5 · Pion noir sur case blanche h5 · Pion blanc sur case noire d4 · Cavalier blanc sur case noire f4 · Cavalier blanc sur case noire h4 · Pion blanc sur case blanche a2 · Pion blanc sur case noire f2 · Pion blanc sur case blanche g2 · Pion blanc sur case noire h2 · Tour blanche sur case blanche f1 · Roi blanc sur case noire g1 | Dame noire sur case blanche e8 · Roi noir sur case noire f8 · Cavalier noir sur case blanche g8 · Tour noire sur case noire h8 · Tour noire sur case noire a7 · Fou noir sur case noire c7 · Pion noir sur case blanche f7 · Pion noir sur case noire g7 · Dame blanche sur case blanche c6 · Pion noir sur case blanche e6 · Pion blanc sur case noire c5 · Pion noir sur case blanche d5 · Pion blanc sur case noire e5 · Fou blanc sur case noire g5 · Pion noir sur case blanche h5 · Pion blanc sur case noire d4 · Cavalier blanc sur case noire f4 · Cavalier blanc sur case noire h4 · Pion blanc sur case blanche a2 · Pion blanc sur case noire f2 · Pion blanc sur case blanche g2 · Pion blanc sur case noire h2 · Tour blanche sur case blanche f1 · Roi blanc sur case noire g1 | Dame noire sur case blanche e8 · Roi noir sur case noire f8 · Cavalier noir sur case blanche g8 · Tour noire sur case noire h8 · Tour noire sur case noire a7 · Fou noir sur case noire c7 · Pion noir sur case blanche f7 · Pion noir sur case noire g7 · Dame blanche sur case blanche c6 · Pion noir sur case blanche e6 · Pion blanc sur case noire c5 · Pion noir sur case blanche d5 · Pion blanc sur case noire e5 · Fou blanc sur case noire g5 · Pion noir sur case blanche h5 · Pion blanc sur case noire d4 · Cavalier blanc sur case noire f4 · Cavalier blanc sur case noire h4 · Pion blanc sur case blanche a2 · Pion blanc sur case noire f2 · Pion blanc sur case blanche g2 · Pion blanc sur case noire h2 · Tour blanche sur case blanche f1 · Roi blanc sur case noire g1 | Dame noire sur case blanche e8 · Roi noir sur case noire f8 · Cavalier noir sur case blanche g8 · Tour noire sur case noire h8 · Tour noire sur case noire a7 · Fou noir sur case noire c7 · Pion noir sur case blanche f7 · Pion noir sur case noire g7 · Dame blanche sur case blanche c6 · Pion noir sur case blanche e6 · Pion blanc sur case noire c5 · Pion noir sur case blanche d5 · Pion blanc sur case noire e5 · Fou blanc sur case noire g5 · Pion noir sur case blanche h5 · Pion blanc sur case noire d4 · Cavalier blanc sur case noire f4 · Cavalier blanc sur case noire h4 · Pion blanc sur case blanche a2 · Pion blanc sur case noire f2 · Pion blanc sur case blanche g2 · Pion blanc sur case noire h2 · Tour blanche sur case blanche f1 · Roi blanc sur case noire g1 | Dame noire sur case blanche e8 · Roi noir sur case noire f8 · Cavalier noir sur case blanche g8 · Tour noire sur case noire h8 · Tour noire sur case noire a7 · Fou noir sur case noire c7 · Pion noir sur case blanche f7 · Pion noir sur case noire g7 · Dame blanche sur case blanche c6 · Pion noir sur case blanche e6 · Pion blanc sur case noire c5 · Pion noir sur case blanche d5 · Pion blanc sur case noire e5 · Fou blanc sur case noire g5 · Pion noir sur case blanche h5 · Pion blanc sur case noire d4 · Cavalier blanc sur case noire f4 · Cavalier blanc sur case noire h4 · Pion blanc sur case blanche a2 · Pion blanc sur case noire f2 · Pion blanc sur case blanche g2 · Pion blanc sur case noire h2 · Tour blanche sur case blanche f1 · Roi blanc sur case noire g1 | 4 |
| 3 | Dame noire sur case blanche e8 · Roi noir sur case noire f8 · Cavalier noir sur case blanche g8 · Tour noire sur case noire h8 · Tour noire sur case noire a7 · Fou noir sur case noire c7 · Pion noir sur case blanche f7 · Pion noir sur case noire g7 · Dame blanche sur case blanche c6 · Pion noir sur case blanche e6 · Pion blanc sur case noire c5 · Pion noir sur case blanche d5 · Pion blanc sur case noire e5 · Fou blanc sur case noire g5 · Pion noir sur case blanche h5 · Pion blanc sur case noire d4 · Cavalier blanc sur case noire f4 · Cavalier blanc sur case noire h4 · Pion blanc sur case blanche a2 · Pion blanc sur case noire f2 · Pion blanc sur case blanche g2 · Pion blanc sur case noire h2 · Tour blanche sur case blanche f1 · Roi blanc sur case noire g1 | Dame noire sur case blanche e8 · Roi noir sur case noire f8 · Cavalier noir sur case blanche g8 · Tour noire sur case noire h8 · Tour noire sur case noire a7 · Fou noir sur case noire c7 · Pion noir sur case blanche f7 · Pion noir sur case noire g7 · Dame blanche sur case blanche c6 · Pion noir sur case blanche e6 · Pion blanc sur case noire c5 · Pion noir sur case blanche d5 · Pion blanc sur case noire e5 · Fou blanc sur case noire g5 · Pion noir sur case blanche h5 · Pion blanc sur case noire d4 · Cavalier blanc sur case noire f4 · Cavalier blanc sur case noire h4 · Pion blanc sur case blanche a2 · Pion blanc sur case noire f2 · Pion blanc sur case blanche g2 · Pion blanc sur case noire h2 · Tour blanche sur case blanche f1 · Roi blanc sur case noire g1 | Dame noire sur case blanche e8 · Roi noir sur case noire f8 · Cavalier noir sur case blanche g8 · Tour noire sur case noire h8 · Tour noire sur case noire a7 · Fou noir sur case noire c7 · Pion noir sur case blanche f7 · Pion noir sur case noire g7 · Dame blanche sur case blanche c6 · Pion noir sur case blanche e6 · Pion blanc sur case noire c5 · Pion noir sur case blanche d5 · Pion blanc sur case noire e5 · Fou blanc sur case noire g5 · Pion noir sur case blanche h5 · Pion blanc sur case noire d4 · Cavalier blanc sur case noire f4 · Cavalier blanc sur case noire h4 · Pion blanc sur case blanche a2 · Pion blanc sur case noire f2 · Pion blanc sur case blanche g2 · Pion blanc sur case noire h2 · Tour blanche sur case blanche f1 · Roi blanc sur case noire g1 | Dame noire sur case blanche e8 · Roi noir sur case noire f8 · Cavalier noir sur case blanche g8 · Tour noire sur case noire h8 · Tour noire sur case noire a7 · Fou noir sur case noire c7 · Pion noir sur case blanche f7 · Pion noir sur case noire g7 · Dame blanche sur case blanche c6 · Pion noir sur case blanche e6 · Pion blanc sur case noire c5 · Pion noir sur case blanche d5 · Pion blanc sur case noire e5 · Fou blanc sur case noire g5 · Pion noir sur case blanche h5 · Pion blanc sur case noire d4 · Cavalier blanc sur case noire f4 · Cavalier blanc sur case noire h4 · Pion blanc sur case blanche a2 · Pion blanc sur case noire f2 · Pion blanc sur case blanche g2 · Pion blanc sur case noire h2 · Tour blanche sur case blanche f1 · Roi blanc sur case noire g1 | Dame noire sur case blanche e8 · Roi noir sur case noire f8 · Cavalier noir sur case blanche g8 · Tour noire sur case noire h8 · Tour noire sur case noire a7 · Fou noir sur case noire c7 · Pion noir sur case blanche f7 · Pion noir sur case noire g7 · Dame blanche sur case blanche c6 · Pion noir sur case blanche e6 · Pion blanc sur case noire c5 · Pion noir sur case blanche d5 · Pion blanc sur case noire e5 · Fou blanc sur case noire g5 · Pion noir sur case blanche h5 · Pion blanc sur case noire d4 · Cavalier blanc sur case noire f4 · Cavalier blanc sur case noire h4 · Pion blanc sur case blanche a2 · Pion blanc sur case noire f2 · Pion blanc sur case blanche g2 · Pion blanc sur case noire h2 · Tour blanche sur case blanche f1 · Roi blanc sur case noire g1 | Dame noire sur case blanche e8 · Roi noir sur case noire f8 · Cavalier noir sur case blanche g8 · Tour noire sur case noire h8 · Tour noire sur case noire a7 · Fou noir sur case noire c7 · Pion noir sur case blanche f7 · Pion noir sur case noire g7 · Dame blanche sur case blanche c6 · Pion noir sur case blanche e6 · Pion blanc sur case noire c5 · Pion noir sur case blanche d5 · Pion blanc sur case noire e5 · Fou blanc sur case noire g5 · Pion noir sur case blanche h5 · Pion blanc sur case noire d4 · Cavalier blanc sur case noire f4 · Cavalier blanc sur case noire h4 · Pion blanc sur case blanche a2 · Pion blanc sur case noire f2 · Pion blanc sur case blanche g2 · Pion blanc sur case noire h2 · Tour blanche sur case blanche f1 · Roi blanc sur case noire g1 | Dame noire sur case blanche e8 · Roi noir sur case noire f8 · Cavalier noir sur case blanche g8 · Tour noire sur case noire h8 · Tour noire sur case noire a7 · Fou noir sur case noire c7 · Pion noir sur case blanche f7 · Pion noir sur case noire g7 · Dame blanche sur case blanche c6 · Pion noir sur case blanche e6 · Pion blanc sur case noire c5 · Pion noir sur case blanche d5 · Pion blanc sur case noire e5 · Fou blanc sur case noire g5 · Pion noir sur case blanche h5 · Pion blanc sur case noire d4 · Cavalier blanc sur case noire f4 · Cavalier blanc sur case noire h4 · Pion blanc sur case blanche a2 · Pion blanc sur case noire f2 · Pion blanc sur case blanche g2 · Pion blanc sur case noire h2 · Tour blanche sur case blanche f1 · Roi blanc sur case noire g1 | Dame noire sur case blanche e8 · Roi noir sur case noire f8 · Cavalier noir sur case blanche g8 · Tour noire sur case noire h8 · Tour noire sur case noire a7 · Fou noir sur case noire c7 · Pion noir sur case blanche f7 · Pion noir sur case noire g7 · Dame blanche sur case blanche c6 · Pion noir sur case blanche e6 · Pion blanc sur case noire c5 · Pion noir sur case blanche d5 · Pion blanc sur case noire e5 · Fou blanc sur case noire g5 · Pion noir sur case blanche h5 · Pion blanc sur case noire d4 · Cavalier blanc sur case noire f4 · Cavalier blanc sur case noire h4 · Pion blanc sur case blanche a2 · Pion blanc sur case noire f2 · Pion blanc sur case blanche g2 · Pion blanc sur case noire h2 · Tour blanche sur case blanche f1 · Roi blanc sur case noire g1 | 3 |
| 2 | Dame noire sur case blanche e8 · Roi noir sur case noire f8 · Cavalier noir sur case blanche g8 · Tour noire sur case noire h8 · Tour noire sur case noire a7 · Fou noir sur case noire c7 · Pion noir sur case blanche f7 · Pion noir sur case noire g7 · Dame blanche sur case blanche c6 · Pion noir sur case blanche e6 · Pion blanc sur case noire c5 · Pion noir sur case blanche d5 · Pion blanc sur case noire e5 · Fou blanc sur case noire g5 · Pion noir sur case blanche h5 · Pion blanc sur case noire d4 · Cavalier blanc sur case noire f4 · Cavalier blanc sur case noire h4 · Pion blanc sur case blanche a2 · Pion blanc sur case noire f2 · Pion blanc sur case blanche g2 · Pion blanc sur case noire h2 · Tour blanche sur case blanche f1 · Roi blanc sur case noire g1 | Dame noire sur case blanche e8 · Roi noir sur case noire f8 · Cavalier noir sur case blanche g8 · Tour noire sur case noire h8 · Tour noire sur case noire a7 · Fou noir sur case noire c7 · Pion noir sur case blanche f7 · Pion noir sur case noire g7 · Dame blanche sur case blanche c6 · Pion noir sur case blanche e6 · Pion blanc sur case noire c5 · Pion noir sur case blanche d5 · Pion blanc sur case noire e5 · Fou blanc sur case noire g5 · Pion noir sur case blanche h5 · Pion blanc sur case noire d4 · Cavalier blanc sur case noire f4 · Cavalier blanc sur case noire h4 · Pion blanc sur case blanche a2 · Pion blanc sur case noire f2 · Pion blanc sur case blanche g2 · Pion blanc sur case noire h2 · Tour blanche sur case blanche f1 · Roi blanc sur case noire g1 | Dame noire sur case blanche e8 · Roi noir sur case noire f8 · Cavalier noir sur case blanche g8 · Tour noire sur case noire h8 · Tour noire sur case noire a7 · Fou noir sur case noire c7 · Pion noir sur case blanche f7 · Pion noir sur case noire g7 · Dame blanche sur case blanche c6 · Pion noir sur case blanche e6 · Pion blanc sur case noire c5 · Pion noir sur case blanche d5 · Pion blanc sur case noire e5 · Fou blanc sur case noire g5 · Pion noir sur case blanche h5 · Pion blanc sur case noire d4 · Cavalier blanc sur case noire f4 · Cavalier blanc sur case noire h4 · Pion blanc sur case blanche a2 · Pion blanc sur case noire f2 · Pion blanc sur case blanche g2 · Pion blanc sur case noire h2 · Tour blanche sur case blanche f1 · Roi blanc sur case noire g1 | Dame noire sur case blanche e8 · Roi noir sur case noire f8 · Cavalier noir sur case blanche g8 · Tour noire sur case noire h8 · Tour noire sur case noire a7 · Fou noir sur case noire c7 · Pion noir sur case blanche f7 · Pion noir sur case noire g7 · Dame blanche sur case blanche c6 · Pion noir sur case blanche e6 · Pion blanc sur case noire c5 · Pion noir sur case blanche d5 · Pion blanc sur case noire e5 · Fou blanc sur case noire g5 · Pion noir sur case blanche h5 · Pion blanc sur case noire d4 · Cavalier blanc sur case noire f4 · Cavalier blanc sur case noire h4 · Pion blanc sur case blanche a2 · Pion blanc sur case noire f2 · Pion blanc sur case blanche g2 · Pion blanc sur case noire h2 · Tour blanche sur case blanche f1 · Roi blanc sur case noire g1 | Dame noire sur case blanche e8 · Roi noir sur case noire f8 · Cavalier noir sur case blanche g8 · Tour noire sur case noire h8 · Tour noire sur case noire a7 · Fou noir sur case noire c7 · Pion noir sur case blanche f7 · Pion noir sur case noire g7 · Dame blanche sur case blanche c6 · Pion noir sur case blanche e6 · Pion blanc sur case noire c5 · Pion noir sur case blanche d5 · Pion blanc sur case noire e5 · Fou blanc sur case noire g5 · Pion noir sur case blanche h5 · Pion blanc sur case noire d4 · Cavalier blanc sur case noire f4 · Cavalier blanc sur case noire h4 · Pion blanc sur case blanche a2 · Pion blanc sur case noire f2 · Pion blanc sur case blanche g2 · Pion blanc sur case noire h2 · Tour blanche sur case blanche f1 · Roi blanc sur case noire g1 | Dame noire sur case blanche e8 · Roi noir sur case noire f8 · Cavalier noir sur case blanche g8 · Tour noire sur case noire h8 · Tour noire sur case noire a7 · Fou noir sur case noire c7 · Pion noir sur case blanche f7 · Pion noir sur case noire g7 · Dame blanche sur case blanche c6 · Pion noir sur case blanche e6 · Pion blanc sur case noire c5 · Pion noir sur case blanche d5 · Pion blanc sur case noire e5 · Fou blanc sur case noire g5 · Pion noir sur case blanche h5 · Pion blanc sur case noire d4 · Cavalier blanc sur case noire f4 · Cavalier blanc sur case noire h4 · Pion blanc sur case blanche a2 · Pion blanc sur case noire f2 · Pion blanc sur case blanche g2 · Pion blanc sur case noire h2 · Tour blanche sur case blanche f1 · Roi blanc sur case noire g1 | Dame noire sur case blanche e8 · Roi noir sur case noire f8 · Cavalier noir sur case blanche g8 · Tour noire sur case noire h8 · Tour noire sur case noire a7 · Fou noir sur case noire c7 · Pion noir sur case blanche f7 · Pion noir sur case noire g7 · Dame blanche sur case blanche c6 · Pion noir sur case blanche e6 · Pion blanc sur case noire c5 · Pion noir sur case blanche d5 · Pion blanc sur case noire e5 · Fou blanc sur case noire g5 · Pion noir sur case blanche h5 · Pion blanc sur case noire d4 · Cavalier blanc sur case noire f4 · Cavalier blanc sur case noire h4 · Pion blanc sur case blanche a2 · Pion blanc sur case noire f2 · Pion blanc sur case blanche g2 · Pion blanc sur case noire h2 · Tour blanche sur case blanche f1 · Roi blanc sur case noire g1 | Dame noire sur case blanche e8 · Roi noir sur case noire f8 · Cavalier noir sur case blanche g8 · Tour noire sur case noire h8 · Tour noire sur case noire a7 · Fou noir sur case noire c7 · Pion noir sur case blanche f7 · Pion noir sur case noire g7 · Dame blanche sur case blanche c6 · Pion noir sur case blanche e6 · Pion blanc sur case noire c5 · Pion noir sur case blanche d5 · Pion blanc sur case noire e5 · Fou blanc sur case noire g5 · Pion noir sur case blanche h5 · Pion blanc sur case noire d4 · Cavalier blanc sur case noire f4 · Cavalier blanc sur case noire h4 · Pion blanc sur case blanche a2 · Pion blanc sur case noire f2 · Pion blanc sur case blanche g2 · Pion blanc sur case noire h2 · Tour blanche sur case blanche f1 · Roi blanc sur case noire g1 | 2 |
| 1 | Dame noire sur case blanche e8 · Roi noir sur case noire f8 · Cavalier noir sur case blanche g8 · Tour noire sur case noire h8 · Tour noire sur case noire a7 · Fou noir sur case noire c7 · Pion noir sur case blanche f7 · Pion noir sur case noire g7 · Dame blanche sur case blanche c6 · Pion noir sur case blanche e6 · Pion blanc sur case noire c5 · Pion noir sur case blanche d5 · Pion blanc sur case noire e5 · Fou blanc sur case noire g5 · Pion noir sur case blanche h5 · Pion blanc sur case noire d4 · Cavalier blanc sur case noire f4 · Cavalier blanc sur case noire h4 · Pion blanc sur case blanche a2 · Pion blanc sur case noire f2 · Pion blanc sur case blanche g2 · Pion blanc sur case noire h2 · Tour blanche sur case blanche f1 · Roi blanc sur case noire g1 | Dame noire sur case blanche e8 · Roi noir sur case noire f8 · Cavalier noir sur case blanche g8 · Tour noire sur case noire h8 · Tour noire sur case noire a7 · Fou noir sur case noire c7 · Pion noir sur case blanche f7 · Pion noir sur case noire g7 · Dame blanche sur case blanche c6 · Pion noir sur case blanche e6 · Pion blanc sur case noire c5 · Pion noir sur case blanche d5 · Pion blanc sur case noire e5 · Fou blanc sur case noire g5 · Pion noir sur case blanche h5 · Pion blanc sur case noire d4 · Cavalier blanc sur case noire f4 · Cavalier blanc sur case noire h4 · Pion blanc sur case blanche a2 · Pion blanc sur case noire f2 · Pion blanc sur case blanche g2 · Pion blanc sur case noire h2 · Tour blanche sur case blanche f1 · Roi blanc sur case noire g1 | Dame noire sur case blanche e8 · Roi noir sur case noire f8 · Cavalier noir sur case blanche g8 · Tour noire sur case noire h8 · Tour noire sur case noire a7 · Fou noir sur case noire c7 · Pion noir sur case blanche f7 · Pion noir sur case noire g7 · Dame blanche sur case blanche c6 · Pion noir sur case blanche e6 · Pion blanc sur case noire c5 · Pion noir sur case blanche d5 · Pion blanc sur case noire e5 · Fou blanc sur case noire g5 · Pion noir sur case blanche h5 · Pion blanc sur case noire d4 · Cavalier blanc sur case noire f4 · Cavalier blanc sur case noire h4 · Pion blanc sur case blanche a2 · Pion blanc sur case noire f2 · Pion blanc sur case blanche g2 · Pion blanc sur case noire h2 · Tour blanche sur case blanche f1 · Roi blanc sur case noire g1 | Dame noire sur case blanche e8 · Roi noir sur case noire f8 · Cavalier noir sur case blanche g8 · Tour noire sur case noire h8 · Tour noire sur case noire a7 · Fou noir sur case noire c7 · Pion noir sur case blanche f7 · Pion noir sur case noire g7 · Dame blanche sur case blanche c6 · Pion noir sur case blanche e6 · Pion blanc sur case noire c5 · Pion noir sur case blanche d5 · Pion blanc sur case noire e5 · Fou blanc sur case noire g5 · Pion noir sur case blanche h5 · Pion blanc sur case noire d4 · Cavalier blanc sur case noire f4 · Cavalier blanc sur case noire h4 · Pion blanc sur case blanche a2 · Pion blanc sur case noire f2 · Pion blanc sur case blanche g2 · Pion blanc sur case noire h2 · Tour blanche sur case blanche f1 · Roi blanc sur case noire g1 | Dame noire sur case blanche e8 · Roi noir sur case noire f8 · Cavalier noir sur case blanche g8 · Tour noire sur case noire h8 · Tour noire sur case noire a7 · Fou noir sur case noire c7 · Pion noir sur case blanche f7 · Pion noir sur case noire g7 · Dame blanche sur case blanche c6 · Pion noir sur case blanche e6 · Pion blanc sur case noire c5 · Pion noir sur case blanche d5 · Pion blanc sur case noire e5 · Fou blanc sur case noire g5 · Pion noir sur case blanche h5 · Pion blanc sur case noire d4 · Cavalier blanc sur case noire f4 · Cavalier blanc sur case noire h4 · Pion blanc sur case blanche a2 · Pion blanc sur case noire f2 · Pion blanc sur case blanche g2 · Pion blanc sur case noire h2 · Tour blanche sur case blanche f1 · Roi blanc sur case noire g1 | Dame noire sur case blanche e8 · Roi noir sur case noire f8 · Cavalier noir sur case blanche g8 · Tour noire sur case noire h8 · Tour noire sur case noire a7 · Fou noir sur case noire c7 · Pion noir sur case blanche f7 · Pion noir sur case noire g7 · Dame blanche sur case blanche c6 · Pion noir sur case blanche e6 · Pion blanc sur case noire c5 · Pion noir sur case blanche d5 · Pion blanc sur case noire e5 · Fou blanc sur case noire g5 · Pion noir sur case blanche h5 · Pion blanc sur case noire d4 · Cavalier blanc sur case noire f4 · Cavalier blanc sur case noire h4 · Pion blanc sur case blanche a2 · Pion blanc sur case noire f2 · Pion blanc sur case blanche g2 · Pion blanc sur case noire h2 · Tour blanche sur case blanche f1 · Roi blanc sur case noire g1 | Dame noire sur case blanche e8 · Roi noir sur case noire f8 · Cavalier noir sur case blanche g8 · Tour noire sur case noire h8 · Tour noire sur case noire a7 · Fou noir sur case noire c7 · Pion noir sur case blanche f7 · Pion noir sur case noire g7 · Dame blanche sur case blanche c6 · Pion noir sur case blanche e6 · Pion blanc sur case noire c5 · Pion noir sur case blanche d5 · Pion blanc sur case noire e5 · Fou blanc sur case noire g5 · Pion noir sur case blanche h5 · Pion blanc sur case noire d4 · Cavalier blanc sur case noire f4 · Cavalier blanc sur case noire h4 · Pion blanc sur case blanche a2 · Pion blanc sur case noire f2 · Pion blanc sur case blanche g2 · Pion blanc sur case noire h2 · Tour blanche sur case blanche f1 · Roi blanc sur case noire g1 | Dame noire sur case blanche e8 · Roi noir sur case noire f8 · Cavalier noir sur case blanche g8 · Tour noire sur case noire h8 · Tour noire sur case noire a7 · Fou noir sur case noire c7 · Pion noir sur case blanche f7 · Pion noir sur case noire g7 · Dame blanche sur case blanche c6 · Pion noir sur case blanche e6 · Pion blanc sur case noire c5 · Pion noir sur case blanche d5 · Pion blanc sur case noire e5 · Fou blanc sur case noire g5 · Pion noir sur case blanche h5 · Pion blanc sur case noire d4 · Cavalier blanc sur case noire f4 · Cavalier blanc sur case noire h4 · Pion blanc sur case blanche a2 · Pion blanc sur case noire f2 · Pion blanc sur case blanche g2 · Pion blanc sur case noire h2 · Tour blanche sur case blanche f1 · Roi blanc sur case noire g1 | 1 |
|   | a | b | c | d | e | f | g | h |   |

Ici Geller bat Karpov, qui a été sacré champion du monde l'année précédente :
Efim Geller - Anatoli Karpov, Championnat d'URSS 1976.
1.e4 e6 2.d4 d5 3.Cc3 Fb4 4.e5 Dd7 5.Cf3 b6 6.Fd2 Fa6 7.Fxa6 Cxa6 8.O-O Cb8 9.Ce2 Fe7 10.Tc1 b5 11.Cf4 h5 12.b3 Fa3 13.Tb1 a5 14.c4 c6 15.c5 Fb4 16.Fc1 a4 17.Cd3 Fa5 18.bxa4 bxa4 19.Dxa4 Da7 20.Fg5 Fc7 21.Txb8+! Dxb8 22.Dxc6+ Rf8 23.Cf4 Ta7 24.Ch4 De8 
 (voir diagramme)
 25.Dxe6!! fxe6 26.Cfg6+ Dxg6 27.Cxg6+ Re8 28.Cxh8 Ta4 29.Td1 Ce7 30.Fxe7 Rxe7 31.Cg6+ Rf7 32.Cf4 Fxe5 33.dxe5 Txf4 34.Tc1 Re8 35.c6 Rd8 36.c7+ Rc8 37.g3 Ta4 38.Tc6 Txa2 39.Txe6 g5 40.Td6 Td2 41.e6 Rxc7 42.e7  1 - 0

## Publications
- La Défense est-indienne, éd. Garnier, coll. Librairie Saint-Germain, 1983.
- (en)Grandmaster Geller at the chessboard, éd. The Chess player, trad. Bernard Cafferty, 1969, 1973
- (en)The application of Chess Theory, éd. Everyman Chess, 1984Recueil de cent parties commentées, dont 36 gagnées contre les champions du monde de Euwe à Karpov.

Avec Anatoli Lein et Victor Tchepizjni : 
- Kasparov commente, Championnat du Monde 1990, New York-Lyon, éd. Grasset, coll. Europe Échecs, 1991.